# Szmolenszkojei járás
A Szmolenszkojei járás (oroszul: Смоленский район) Oroszország egyik járása az Altaji határterületen. Székhelye Szmolenszkoje.

A Szmolenszkojei járás az Altaji határterületen

## Népesség
- 1989-ben 40 590 lakosa volt.
- 2002-ben 26 033 lakosa volt, melyből 24 290 orosz, 846 német, 250 ukrán, 101 cigány, 99 örmény, 74 tatár, 67 fehérorosz, 65 azeri stb.
- 2010-ben 23 955 lakosa volt.